# Щецинек
Щеци́нек (пол. Szczecinek, нім. Neustettin — Нойштеттін) — місто в північно-західній Польщі між озерами Тшесецько (пол. Trzesiecko) і Веліме (пол. Wielimie).
За станом на 31 березня 2014 року, місто мало 40 620 жителів.

## Демографія
Демографічна структура станом на 31 березня 2011 року:
|          | Загалом | Допрацездатний вік | Працездатний вік | Постпрацездатний вік |
| -------- | ------- | ------------------ | ---------------- | -------------------- |
| Чоловіки | 19420   | 3778               | 13761            | 1881                 |
| Жінки    | 21367   | 3504               | 12900            | 4963                 |
| Разом    | 40787   | 7282               | 26661            | 6844                 |